# 扁真刺蝦
扁真刺蝦（学名：Eumunida depressa）为劣柱蝦科真刺蝦屬下的一个种。